# Station Lochenice
Station Lochenice is een spoorwegstation in de gemeente Lochenice, net ten noorden van Hradec Králové. Het station ligt aan lijn 031 die van Pardubice via Hradec Králové naar Jaroměř loopt. Bij station Lochenice is geen verkoop van treinkaartjes, tickets moeten in de trein aangeschaft worden.
Het station ligt twee kilometer ten noorden van station Předměřice nad Labem en vier kilometer ten zuiden van station Smiřice.
Pardubice hlavní nádraží ↔ Pardubice-Rosice nad Labem ↔ Pardubice-Semtín ↔ Stéblová ↔ Čeperka ↔ Opatovice nad Labem ↔ Hradec Králové hlavní nádraží ↔ Předměřice nad Labem ↔ Lochenice ↔ Smiřice ↔ Černožice - Semonice ↔ Jaroměř